# Hannes Meyer
Hannes Meyer (Basilea, 18 novembre 1889 – Lugano, 19 luglio 1954) è stato un architetto svizzero, esponente dell'ala più politicizzata e funzionalista del Movimento Moderno. Fu direttore del Bauhaus (1928-30) ed è ricordato soprattutto per il progetto della Petersschule di Basilea (1926) e per quello per il concorso per la sede della Società delle Nazioni a Ginevra (1927).

## Biografia
Studiò architettura a Basilea dal 1909 al 1912, seguendo le orme del padre, l'architetto Emil Meyer-Ryser. In seguito soggiornò a lungo in Germania, lavorando come disegnatore e tornò in Svizzera nel 1919 collaborando con il padre. Tra le opere di quel periodo si ricorda il Villaggio cooperativo Freidorf a Muttenz, in Svizzera, costruito tra il 1919 e il 1921. 
Nel 1927 con Hans Wittwer (1894-1952) partecipò al concorso per il palazzo della Società delle Nazioni a Ginevra. Dello stesso anno è il progetto per la Petersschule a Basilea. A Zurigo nel 1923 incontrò Hans Schmidt, El Lissitzky e Mart Stam e con essi fondò la rivista d'avanguardia «ABC».

### Bauhaus
Nel 1927 Walter Gropius nominò Meyer a capo del dipartimento architettura Bauhaus quando venne istituito anche se la sua prima scelta era stata Mart Stam. Nel 1928 Gropius si dimise dalla direzione della scuola e nominò Meyer suo successore. 
Meyer portò nella scuola il suo punto di vista di radicale funzionalista, esposto in Die neue Baulehre (il nuovo modo di costruire), dove spiegava che l'architettura è un compito organizzativo senza alcuna relazione con l'estetica e che gli edifici devono essere progettati per soddisfare le esigenze sociali e a basso costo. La sua esperienza al Bauhaus si concluse a causa del contrasto delle sue posizioni politiche con le autorità locali che lamentavano la sua presunta volontà di politicizzare la scuola. Nel 1930 il sindaco di Dessau lo licenziò.

### Dopo il Bauhaus
Nell'autunno del 1930 Meyer emigrò in Unione Sovietica insieme a molti ex studenti della Bauhaus e ha insegnato presso l'Istituto superiore per l'architettura e l'ingegneria civile (VASI) di Mosca. Durante i suoi anni in Unione Sovietica ha operato in qualità di consulente per i progetti urbani presso il Giprogor (l'Istituto sovietico per lo sviluppo urbano e gli investimenti) e per progetti di riqualificazione di Mosca previsti dal primo piano quinquennale.
Fuori Mosca Meyer ha realizzato le sue idee soprattutto nel Oblast' autonoma ebraica, creata da poco nell'Estremo Oriente dell'Unione Sovietica. Ha progettato non solo gli edifici (come il dormitorio dei lavoratori, il teatro ecc.) e anche gli interni e gli arredi, ma ha anche sviluppato il progetto urbanistico per la capitale di tutta la zona, la città di Birobidžan. Nel 1936 Hannes Meyer lasciò l'Unione Sovietica e rientrò in Svizzera, a Basilea per riprendere la sua attività di architetto: Tra il 1938 e il 1939 costruì l'asilo di Mümliswil nel Canton Soletta.
Nel 1939 Meyer emigrò a Città del Messico a lavorare per il governo messicano come direttore dell'Instituto del Urbanismo y Planificación fino al 1941. Nel 1942 divenne direttore di Estampa Mexicana, la casa editrice del Taller de Gráfica Popular (il laboratorio di arti grafiche popolari). Meyer ritornò in Svizzera nel 1949, passando prima da Genova e poi visitando anche Torino e Milano. Trascorse in Italia sei settimane, durante le quali incontrò Mario Montagnana e Pablo Contreras alias Vittorio Vidali. Morì a Lugano nel 1954.

## Archivi
- Fondo presso ETH-GTA